# Llibre de l'edifici
Un Llibre de l'edifici és un recull les principals dades d'un edifici. Entre altres, inclou les dades d'identificació i construcció de l'edifici, els materials emprats i les tasques de manteniment, les incidències que es produeixin i les reformes o rehabilitacions efectuades.
El Llibre de l'Edifici està format per un conjunt de documents que donen informació sobre les característiques tècniques de l'edifici (solucions constructives, instal·lacions, qualitats, garanties, etc.), i que doten la propietat de les instruccions d'ús i manteniment necessàries per allargar la vida útil de l'edifici i evitar-ne la degradació.
Aquest conjunt de documents poden ser en format paper o fitxers digitals, on s'hi ha de registrar les operacions de manteniment preventiu que es vagin fent i les actuacions de rehabilitació o millora que es produeixen al llarg dels anys, així com les incidències que puguin aparèixer.

## Obligacions
És recomanable i necessari disposar del Llibre de l'Edifici per a poder-ne gestionar el manteniment de l'edifici, i és obligatori per a tots els edificis d'habitatges construïts a Catalunya després del 7 d'abril de 1993 i per a tots els edificis existents de més de 45 anys d'antiguitat, a partir del moment que hagin passat la Inspecció Tècnica de l'Edifici